# Bongabong
Bongabong is een gemeente in de Filipijnse provincie Oriental Mindoro op het eiland Mindoro. Bij de laatste census in 2007 had de gemeente ruim 61 duizend inwoners.

## Geografie

### Bestuurlijke indeling
Bongabong is onderverdeeld in de volgende 36 barangays:
| - Aplaya - Anilao - Bagumbayan I - Bagumbayan II - Batangan - Bukal - Camantigue - Carmundo - Cawayan - Dayhagan - Formon - Hagan | - Hagupit - Ipil - Kaligtasan - Labasan - Labonan - Libertad - Lisap - Luna - Malitbog - Mapang - Masaguisi - Mina de Oro | - Morente - Ogbot - Orconuma - Poblacion - Polusahi - Sagana - San Isidro - San Jose - San Juan - Santa Cruz - Sigange - Tawas |

## Demografie
Bongabong had bij de census van 2007 een inwoneraantal van 61.127 mensen. Dit zijn 1.650 mensen (2,8%) meer dan bij de vorige census van 2000. De gemiddelde jaarlijkse groei komt daarmee uit op 0,38%, hetgeen lager is dan het landelijk jaarlijks gemiddelde over deze periode (2,04%). Vergeleken met de census van 1995 is het aantal mensen met 3.724 (6,5%) toegenomen.

De bevolkingsdichtheid van Bongabong was ten tijde van de laatste census, met 61.127 inwoners op 498,2 km², 122,7 mensen per km².

## Geboren in Bongabong
- Lito Camo (12 maart 1972), zanger/songwriter.